# ریسا تاکاشیما
ریسا تاکاشیما (انگلیسی: Risa Takashima؛ زادهٔ ۸ فوریهٔ ۱۹۹۹) شمشیرباز زن اهل ژاپن است.